# 이충영
이충영(李忠榮, 1908년 ~ ?)은 일제강점기와 대한민국 건국 초기의 법조인이다.

## 생애
경상북도 칠곡 출생이다. 대구고등보통학교를 졸업한 뒤 일본에 유학하였고, 일본제5고등학교를 거쳐 도쿄제국대학 법학과를 1932년 졸업했다.
고등문관시험에 합격하여 대구부, 함흥부, 광주부, 평양부의 복심법원에서 판사로 근무하다가, 1940년대 초반 변호사로 전직했다. 평양복심법원을 끝으로 판사직에서 사임하게 된 이유에 대하여 가족들은 이충영이 창씨개명을 반대했기 때문이다. 이로 인해 변호사 개업 허가도 받지 못했다고 밝혔으나, 확인되지는 않았다. 2008년 공개된 민족문제연구소의 친일인명사전 수록자 명단 중 사법 부문에 포함돼 있다.
광복 후 서울에서 변호사로 근무하던 중 한국 전쟁이 발발했고, 서울이 조선인민군 점령 하에 있던 1950년 8월 납북되었다.
서울대학교 총장 및 국무총리를 지낸 장남 이수성이 1997년 대한민국 대통령 선거에 출마하기 위해 신한국당의 대통령 후보 경선에 나섰을 때, 상대 후보였던 이회창은 이충영이 좌익 인사였으며, 자진 월북했을 가능성이 있다고 공격했다. 이러한 주장에 대해 반공 검사로 유명했던 선우종원이 사실무근이라 증언한 바 있다.

## 가족
장남은 제29대 국무총리를 지낸 이수성이고, 차남 이수인은 영남대 교수 및 민주당 의원을 지냈으며, 셋째 이수윤은 한국교원대 교수였고, 넷째 이수억은 아서 앤더슨 대표를 지냈다.

## 참고자료
- 김시관 기자 (2002년 10월 17일). “대권주자들 “사랑해요 이수성” - 구애공세에 주가 쑥쑥 … 자서전 내며 느긋한 시간, 파트너 선택은 일단 뒤로”. 주간동아. 2007년 12월 12일에 확인함.
- 박지순 기자 (2007년 10월 12일). “대권 도전 선언, 이수성 누구인가”. 서울타임스. 2007년 12월 12일에 확인함.[깨진 링크(과거 내용 찾기)]